# Musalia Mudavadi

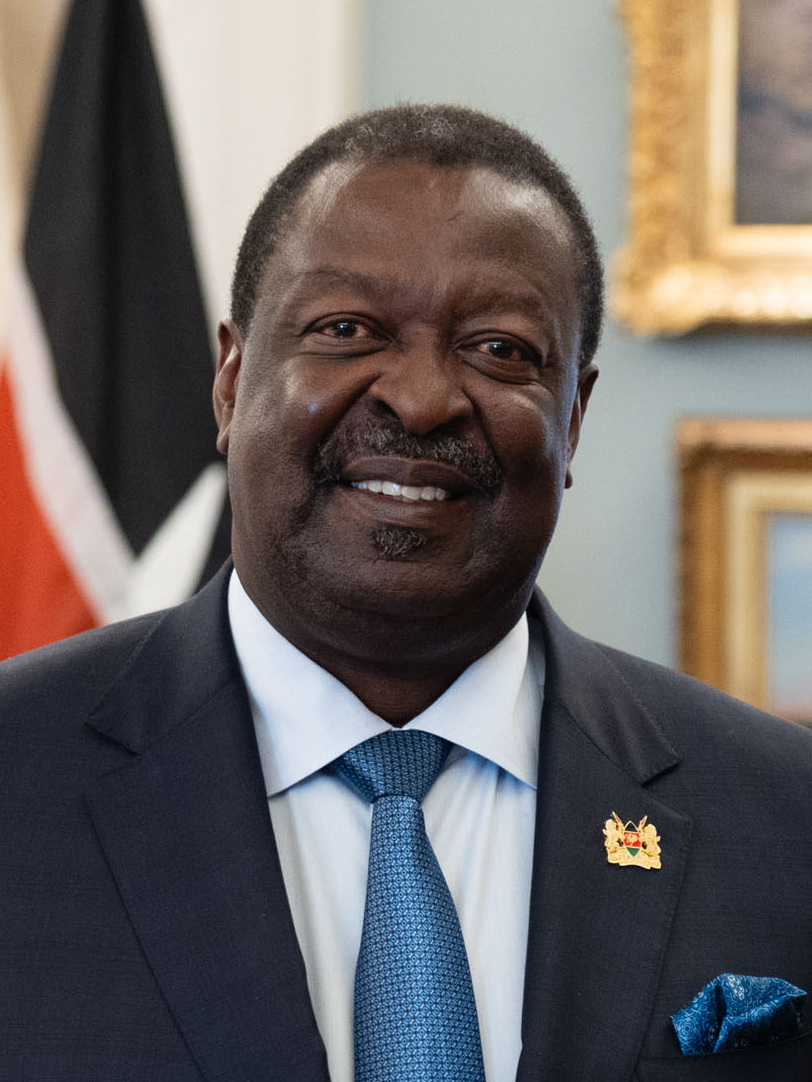
Musalia Mudavadi, 2024

Wycliffe Musalia Mudavadi (* 21. September 1960 im Vihiga District in der Westprovinz Kenias) ist ein ehemaliger Vizepräsident von Kenia.
Er entstammt der Ethnie der Luhyas, die in Kenia berühmt dafür ist, in zahlreichen Unterstämmen zerstritten zu sein. Diese Zersplitterung hat bisher immer dazu geführt, dass die Stimmkraft der Luhyas, immerhin der zweitgrößten Ethnie des Landes, einem der Ihren die Präsidentschaft oder auch nur in die Kandidatur für das höchste Präsidentenamt verschaffen konnte.
Vergleichbar anderen führenden kenianischen Politikern ist auch Mudavadi der Sohn eines Politikers der „alten Garde“. Sein Vater Moses Substone Budamba Mudavadi war ein mächtiger Generalsekretär der Kenya African National Union (KANU) und hatte den Posten eines Ministers „Local government“ inne.
Mudavadi arbeitete zunächst für eine Maklerfirma (Tysons Limited). Am 17. März 1989 gewann er dann ohne Gegenkandidat (der war auf Druck zurückgetreten) in seinem Wahlkreis Sabatia den Parlamentssitz. Im Juli 1989 wurde er von seinem Mentor Präsident Daniel arap Moi zum „Minister für Supplies and Marketing“ ernannt.
Mudavadi versucht, öffentlich weniger auf die „ethnische Karte“ zu setzen, wodurch es ihm weniger gelingt, die Stimmen der Luhyas auf nationaler Ebene gesammelt hinter sich zu bringen. Deshalb konnte er nie in die allererste Reihe der führenden Politiker vordringen. Der Eintritt von Uhuru Kenyatta als Präsidentschaftskandidat hatte 2002 seine dünne Chance, einmal Präsident werden zu können, urplötzlich zerstört.
Bei der Wahl von 2002 verlor er als amtierender Vizepräsident seinen Parlamentssitz, weil ihm die Wähler nicht verziehen, dass er der zuvor für das Wahlbündnis National Rainbow Coalition (NARC) (das Präsident Mwai Kibaki zum Sieg verholfen hat) verlassenen KANU wieder beigetreten war. Daraufhin bot man ihm von Seiten der KANU einen der nominierbaren Parlamentssitze an, was er aber zurückwies. Für die Wahl 2007 betrieb Mudavadi zweifachen Wahlkampf auf dem ODM-Ticket: einmal um den verloren gegangenen Parlamentssitz, zum anderen innerparteilich um die Nominierung zum Präsidentschaftskandidaten.
Am 5. Oktober 2023 wurde der kenianische Außenminister Alfred Mutua nach einer Kontroverse über die Beteiligung des Landes an der Krise in Haiti durch Mudavadi ersetzt.